# Liste der Kulturgüter in Werthenstein
Die Liste der Kulturgüter in Werthenstein enthält alle Objekte in der Gemeinde Werthenstein im Kanton Luzern, die gemäss der Haager Konvention zum Schutz von Kulturgut bei bewaffneten Konflikten, dem Bundesgesetz vom 20. Juni 2014 über den Schutz der Kulturgüter bei bewaffneten Konflikten sowie der Verordnung vom 29. Oktober 2014 über den Schutz der Kulturgüter bei bewaffneten Konflikten unter Schutz stehen.
Objekte der Kategorien A und B sind vollständig in der Liste enthalten, Objekte der Kategorie C fehlen zurzeit (Stand: 1. Januar 2023).

## Kulturgüter
| Foto |                                                                              | Objekt                                            | Kat. | Typ | Standort                             | Beschreibung |
| ---- | ---------------------------------------------------------------------------- | ------------------------------------------------- | ---- | --- | ------------------------------------ | ------------ |
| ja   | Datei hochladen · Wikidata zu Wallfahrtskirche Unsere Liebe Frau (Q29522610) | Wallfahrtskirche Unsere Liebe Frau KGS-Nr.: 03914 | A    | G   | Oberdorfstrasse 11.1 650528 / 211701 |              |
| ja   | Datei hochladen · Wikidata zu Ehemaliges Franziskanerkloster (Q18022300)     | Ehemaliges Franziskanerkloster KGS-Nr.: 03915     | B    | G   | Oberdorfstrasse 11 650500 / 211700   |              |
| ja   | Datei hochladen · Wikidata zu Gedeckte Holzbrücke (Q29785847)                | Gedeckte Holzbrücke KGS-Nr.: 03916                | B    | G   | Unterdorf 650450 / 211829            |              |